# Polska Liga Koszykówki (2011/2012)
Polska Liga Koszykówki sezon 2011/2012 – 78. edycja najwyższej klasy rozgrywkowej w męskiej koszykówce w Polsce.

## System rozgrywek

### Etap I - runda zasadnicza
Rozgrywki w systemie każdy z każdym mecz i rewanż, z udziałem 13 zespołów, z wyłączeniem zespołu Asseco Prokom Gdynia (z powodu udziału w rozgrywkach Euroligi i rozszerzonego systemu Ligi VTB).

### Etap II - podział na grupy

#### Grupa 1-6
Pięć zespołów z miejsc 1-5 po Etapie I oraz Asseco Prokom Gdynia rozgrywa mecze w systemie każdy z każdym mecz i rewanż, z zaliczeniem wszystkich meczów i punktów z Etapu I. Klasyfikacja zespołów w tej grupie jest tworzona w pierwszym rzędzie na podstawie stosunku punktów zdobytych do rozegranych meczów i w dalszej kolejności zgodnie z Oficjalnymi Przepisami Gry w Koszykówkę. Wszystkie zespoły tej grupy wchodzą do ćwierćfinału play-off.

#### Grupa 7-14
Osiem zespołów z miejsc 6-13 po Etapie I rozgrywa mecze w systemie każdy z każdym mecz i rewanż, z zaliczeniem wszystkich meczów i punktów z Etapu I. Zespoły z miejsc 7-8 wchodzą do ćwierćfinału play-off, a zespoły z miejsc 9-14 kończą udział w rywalizacji.

### Etap III - faza play off

#### Ćwierćfinały
Rywalizacja w parach do trzech wygranych z udziałem zespołów z grupy 1-6 oraz zespołów z miejsc 7 i 8 z Grupy 7-14, według schematu:
1 - 8    2 - 7   3 - 6   4 - 5
Zwycięzcy awansują do półfinałów. Pokonani kończą udział w rywalizacji i są sklasyfikowani w końcowej tabeli w kolejności zajmowanych miejsc po Etapie II.

#### Półfinały
Rywalizacja w parach do trzech wygranych z udziałem zwycięzców ćwierćfinałów, według schematu:
1 - 8 / 4 - 5    2 - 7/3 - 6
Zwycięzcy awansują do finału, pokonani grają o trzecie miejsce.

#### O trzecie miejsce
Rywalizacja pokonanych w półfinałach do dwóch wygranych.

#### Finał
Rywalizacja zwycięzców półfinałów do czterech wygranych.

## Zespoły
Termin zgłoszeń klubów do Tauron Basket Ligi w sezonie 2011/12, zakończył się 15 czerwca. Aktualnie na liście jest 15 zespołów. Są to: Zespoły, które grały w TBL w sezonie 2010/2011:
- Asseco Prokom Gdynia
- PGE Turów Zgorzelec
- Energa Czarni Słupsk
- Trefl Sopot
- Polpharma Starogard Gdański
- Anwil Włocławek
- PBG Basket Poznań
- AZS Koszalin
- Zastal Zielona Góra
- Kotwica Kołobrzeg

Zespoły, które wywalczyły awans do TBL, poprzez awans z I Ligi:
- AZS Politechnika Warszawska
- ŁKS Łódź

Zespół, który może skorzystać z zaproszenia do TBL na specjalnych warunkach:
- Siarka Jezioro Tarnobrzeg

Zespół, który zadeklarowała zakup tzw. dzikiej karty do rozgrywek TBL:
- WKS Śląsk Wrocław

Pierwszego etapu weryfikacji nie przebrnęła Polonia Warszawa, z powodu niedostarczenia wymaganej liczby dokumentów. Brak uzupełnienia tych dokumentów w odwołaniu spowodowało, że ten klub nie ma szans na grę w Tauron Basket Lidze 2011/2012

## Przebieg sezonu

### Etap I - runda zasadnicza

#### 1. kolejka
| 8 października 201118:00 | Zastal Zielona Góra                 | 71:57(16:13, 21:16, 17:8, 17:20) | PBG Basket Poznań                                                  | Hala MOSiR, Zielona Góra Widzów: 4050 Sędzia: - Marek Ćmikiewicz - Tomasz Trawicki - Marcin Bieńkowski |
| 8 października 201118:00 | Pkt:Lawal 13 Zb:Lawal 13 As:Hodge 5 | 71:57(16:13, 21:16, 17:8, 17:20) | Pkt:23 Lichodzijewski Zb:9 Kulig, Lichodzijewski As:2 Kulig, Mićić | Hala MOSiR, Zielona Góra Widzów: 4050 Sędzia: - Marek Ćmikiewicz - Tomasz Trawicki - Marcin Bieńkowski |

| 8 października 201118:00 | AZS Koszalin                               | 87:68(19:13, 21:20, 23:18, 24:17) | Polpharma Starogard Gdański            | Hala Gwardia, Koszalin Sędzia: * Dariusz Lenczowski - Tomasz Trojanowski - Adam Krasuski |
| 8 października 201118:00 | Pkt:Montgomery 37 Zb:Bigus 14 As:Milicić 7 | 87:68(19:13, 21:20, 23:18, 24:17) | Pkt:16 Wall Zb:7 Simmons As:9 Koljević | Hala Gwardia, Koszalin Sędzia: * Dariusz Lenczowski - Tomasz Trojanowski - Adam Krasuski |

| 8 października 201118:30 | PGE Turów Zgorzelec                    | 76:74(25:9, 14:23, 20:22, 17:20) | Kotwica Kołobrzeg                                 | Centrum Sportowe, Zgorzelec Sędzia: * Grzegorz Dziopak - Robert Aleksandrowicz - Grzegorz Czajka |
| 8 października 201118:30 | Pkt:Jackson 14 Zb:Wysocki 7 As:Moore 5 | 76:74(25:9, 14:23, 20:22, 17:20) | Pkt:17 Wichniarz Zb:10 Ł. Diduszko As:4 Brandwein | Centrum Sportowe, Zgorzelec Sędzia: * Grzegorz Dziopak - Robert Aleksandrowicz - Grzegorz Czajka |

| 8 października 201119:00 | Siarka Jezioro Tarnobrzeg            | 81:93(21:20, 23:21, 20:27, 17:25) | Energa Czarni Słupsk                   | OSiR „Wisła”, Tarnobrzeg Widzów: ok. 1200 Sędzia: * Jakub Zamojski - Dariusz Włodkowski - Bartłomiej Wojdak |
| 8 października 201119:00 | Pkt:Miller 24 Zb:Doaks 8 As:Miller 6 | 81:93(21:20, 23:21, 20:27, 17:25) | Pkt:19 Hinson Zb:7 Weaver As:7 Burrell | OSiR „Wisła”, Tarnobrzeg Widzów: ok. 1200 Sędzia: * Jakub Zamojski - Dariusz Włodkowski - Bartłomiej Wojdak |

| 8 października 201119:30 | ŁKS Łódź                                    | 89:71(28:20, 22:24, 16:12, 23:15) | Anwil Włocławek                      | Atlas Arena, Łódź Widzów: ok. 7000 Sędzia: * Grzegorz Ziemblicki - Dariusz Szczerba - Damian Ottenburger |
| 8 października 201119:30 | Pkt:Mallett 26 Zb:Archibeque 11 As:Holmes 6 | 89:71(28:20, 22:24, 16:12, 23:15) | Pkt:18 Allen Zb:7 Lewis As:6 Berisha | Atlas Arena, Łódź Widzów: ok. 7000 Sędzia: * Grzegorz Ziemblicki - Dariusz Szczerba - Damian Ottenburger |

| 9 października 201117:00 | AZS Politechnika Warszawska                           | 66:83(20:18, 14:19, 19:20, 13:26) | Trefl Sopot                                  | Hala Torwar, Warszawa Widzów: ok. 2000 Sędzia: * Janusz Calik - Andrzej Zalewski - Tomasz Tomaszewski |
| 9 października 201117:00 | Pkt:Nowakowski 17 Zb:Karwowski, Pełka 5 As:Wilczek 11 | 66:83(20:18, 14:19, 19:20, 13:26) | Pkt:20 Dylewicz Zb:8 Dylewicz As:10 Koszarek | Hala Torwar, Warszawa Widzów: ok. 2000 Sędzia: * Janusz Calik - Andrzej Zalewski - Tomasz Tomaszewski |

#### 2. kolejka
| 11 października 201119:30 | ŁKS Łódź                                        | 65:87(22:22, 10:20, 22:22, 11:23) | Trefl Sopot                                                         | Atlas Arena, Łódź Sędzia: - Marek Maliszewski - Piotr Pastusiak - Krzysztof Puchałka |
| 11 października 201119:30 | Pkt:Mallett 26 Zb:Dłuski, Mallett 8 As:Holmes 4 | 65:87(22:22, 10:20, 22:22, 11:23) | Pkt:17 Wiśniewski Zb:6 Stefański, Koszarek, Waczyński As:4 Koszarek | Atlas Arena, Łódź Sędzia: - Marek Maliszewski - Piotr Pastusiak - Krzysztof Puchałka |

| 11 października 201119:00 | Kotwica Kołobrzeg                               | 65:64(21:11, 20:23, 8:12, 16:18) | AZS Koszalin                         | Hala Milenium, Kołobrzeg Sędzia: - Marcin Kowalski - Dariusz Zapolski - Grzegorz Ziemblicki |
| 11 października 201119:00 | Pkt:Brandwein 12 Zb:Sapp, Wichniarz 6 As:Sapp 9 | 65:64(21:11, 20:23, 8:12, 16:18) | Pkt:12 Reese Zb:9 Bigus As:5 Miličić | Hala Milenium, Kołobrzeg Sędzia: - Marcin Kowalski - Dariusz Zapolski - Grzegorz Ziemblicki |

| 12 października 201118:00 | PBG Basket Poznań                            | 68:80(13:22, 20:19, 21:23, 14:16) | PGE Turów Zgorzelec                     | Hala AWF, Poznań Sędzia: - Janusz Calik - Marek Czernek - Dariusz Lenczowski |
| 12 października 201118:00 | Pkt:Mićić 18 Zb:Mićić 6 As:Mićić, Sulowski 3 | 68:80(13:22, 20:19, 21:23, 14:16) | Pkt:14 Edwards Zb:6 Wysocki As:10 Moore | Hala AWF, Poznań Sędzia: - Janusz Calik - Marek Czernek - Dariusz Lenczowski |

| 12 października 201118:30 | Energa Czarni Słupsk                   | 81:70(20:19, 16:14, 17:23, 28:14) | AZS Politechnika Warszawska                       | Hala Gryfia, Słupsk Sędzia: - Marek Ćmikiewicz - Wojciech Liszka - Karol Nowak |
| 12 października 201118:30 | Pkt:Burrell 21 Zb:Białek 9 As:Hinson 4 | 81:70(20:19, 16:14, 17:23, 28:14) | Pkt:18 Pamuła Zb:5 Pełka, Nowakowski As:3 Wilczek | Hala Gryfia, Słupsk Sędzia: - Marek Ćmikiewicz - Wojciech Liszka - Karol Nowak |

| 12 października 201119:00 | Polpharma Starogard Gdański       | 88:100(26:25, 20:29, 22:31, 20:15) | Siarka Jezioro Tarnobrzeg                        | Hala im. Andrzeja Grubby, Starogard Gdański Sędzia: - Mariusz Adameczek - Roman Kuczyński - Dariusz Szczerba |
| 12 października 201119:00 | Pkt:Arabas 16 Zb:Wall 9 As:Wall 6 | 88:100(26:25, 20:29, 22:31, 20:15) | Pkt:31 Miller Zb:5 Karnowski, Tiller As:9 Tiller | Hala im. Andrzeja Grubby, Starogard Gdański Sędzia: - Mariusz Adameczek - Roman Kuczyński - Dariusz Szczerba |

| 12 października 201120:00 | Śląsk Wrocław                                      | 69:70(18:18, 16:18, 19:18, 16:16) | Zastal Zielona Góra                | Hala Stulecia, Wrocław Sędzia: - Artur Fiedler - Marcin Koralewski - Andrzej Zalewski |
| 12 października 201120:00 | Pkt:Mladenović 20 Zb:Mladenović 8 As:Skibniewski 4 | 69:70(18:18, 16:18, 19:18, 16:16) | Pkt:22 Hodge Zb:7 Lawal As:7 Hodge | Hala Stulecia, Wrocław Sędzia: - Artur Fiedler - Marcin Koralewski - Andrzej Zalewski |

### Tabela
Tabela rozgrywek
| Lp. | Drużyna                     | Mecze | Mecze wygrane | Mecze przegrane | Punkty zdobyte | Punkty stracone | Różnica punktów | Stosunek | Punkty |
| --- | --------------------------- | ----- | ------------- | --------------- | -------------- | --------------- | --------------- | -------- | ------ |
| 1.  | Trefl Sopot                 | 24    | 19            | 5               | 2004           | 1769            | +235            | 1.133    | 43     |
| 2.  | PGE Turów Zgorzelec         | 24    | 17            | 7               | 1940           | 1667            | +273            | 1.164    | 41     |
| 3.  | Energa Czarni Słupsk        | 24    | 17            | 7               | 1892           | 1723            | +169            | 1.098    | 41     |
| 4.  | Anwil Włocławek             | 24    | 17            | 7               | 1937           | 1826            | +111            | 1.061    | 41     |
| 5.  | Zastal Zielona Góra         | 24    | 15            | 9               | 1957           | 1829            | +128            | 1.070    | 39     |
| 6.  | WKS Śląsk Wrocław           | 24    | 14            | 10              | 1904           | 1791            | +113            | 1.063    | 38     |
| 7.  | AZS Koszalin                | 24    | 11            | 13              | 1878           | 1855            | +23             | 1.012    | 35     |
| 8.  | Kotwica Kołobrzeg           | 24    | 11            | 13              | 1771           | 1817            | -46             | 0.975    | 35     |
| 9.  | Siarka Jezioro Tarnobrzeg   | 24    | 10            | 14              | 1959           | 2043            | -84             | 0.959    | 34     |
| 10. | Polpharma Starogard Gdański | 24    | 8             | 16              | 1851           | 1999            | -148            | 0.926    | 32     |
| 11. | PBG Basket Poznań           | 24    | 8             | 16              | 1706           | 1840            | -134            | 0.927    | 32     |
| 12. | AZS Politechnika Warszawska | 24    | 6             | 18              | 1767           | 1956            | -189            | 0.903    | 30     |
| 13. | ŁKS Sphinx Łódź             | 24    | 3             | 21              | 1555           | 2006            | -451            | 0.775    | 26     |

## Końcowa kolejność sezonu 2011/2012
|     |                             |
| Lp. |                             |
|     | Asseco Prokom Gdynia        |
|     | Trefl Sopot                 |
|     | Zastal Zielona Góra         |
| 4.  | PGE Turów Zgorzelec         |
| 5.  | Anwil Włocławek             |
| 6.  | Energa Czarni Słupsk        |
| 7.  | Śląsk Wrocław               |
| 8.  | AZS Koszalin                |
| 9.  | Kotwica Kołobrzeg           |
| 10. | Siarka Jezioro Tarnobrzeg   |
| 11. | Polpharma Starogard Gdański |
| 12. | PBG Basket Poznań           |
| 13. | AZS Politechnika Warszawska |
| 14. | ŁKS Łódź                    |